# Metge de capçalera

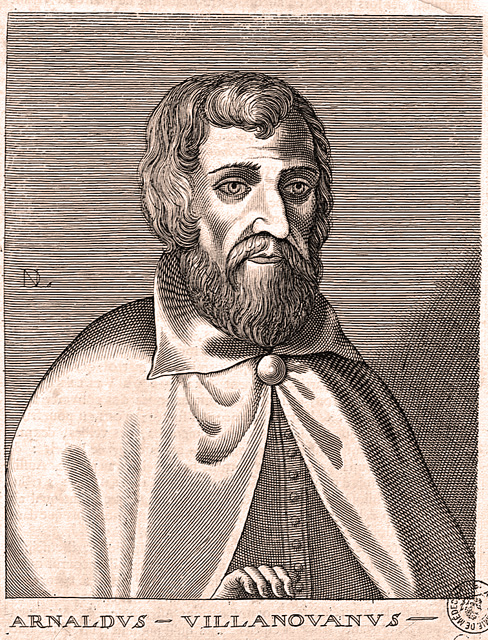
Arnau de Vilanova fou metge de capçalera (i conseller) de Jaume el Just, de la cort salernitana i del papat d'Avinyó.

El metge de capçalera també anomenat metge d'atenció primària, de família, de poble o rural o titular és un professional sanitari que exerceix en un centre de salut o en un consultori; és el metge més proper a una determinada població i, sovint, l'únic facultatiu disponible per als seus habitants.
El metge de capçalera coneix a fons el pacient, les seves expectatives de vida, la seva situació personal, familiar i social, els seus problemes de salut i la seva història global, i per això està capacitat per a decidir conjuntament amb el mateix pacient el tractament a seguir i els objectius a assolir.
Garantir uns assistència sanitària de qualitat implica que pacients i metges es coneguin, respectin i ajudin per col·laborar de la millor forma. D'aquesta manera els pacients podran rebre els millors atencions i els metges podran desenvolupar la seva vocació i la seva funció de manera òptima.
Els metges especialistes han d'actuar com a consultors. És a dir, que la seva atenció per norma és episòdica i han de cedir el seguiment del pacient al metge de capçalera.

## Valors i missió

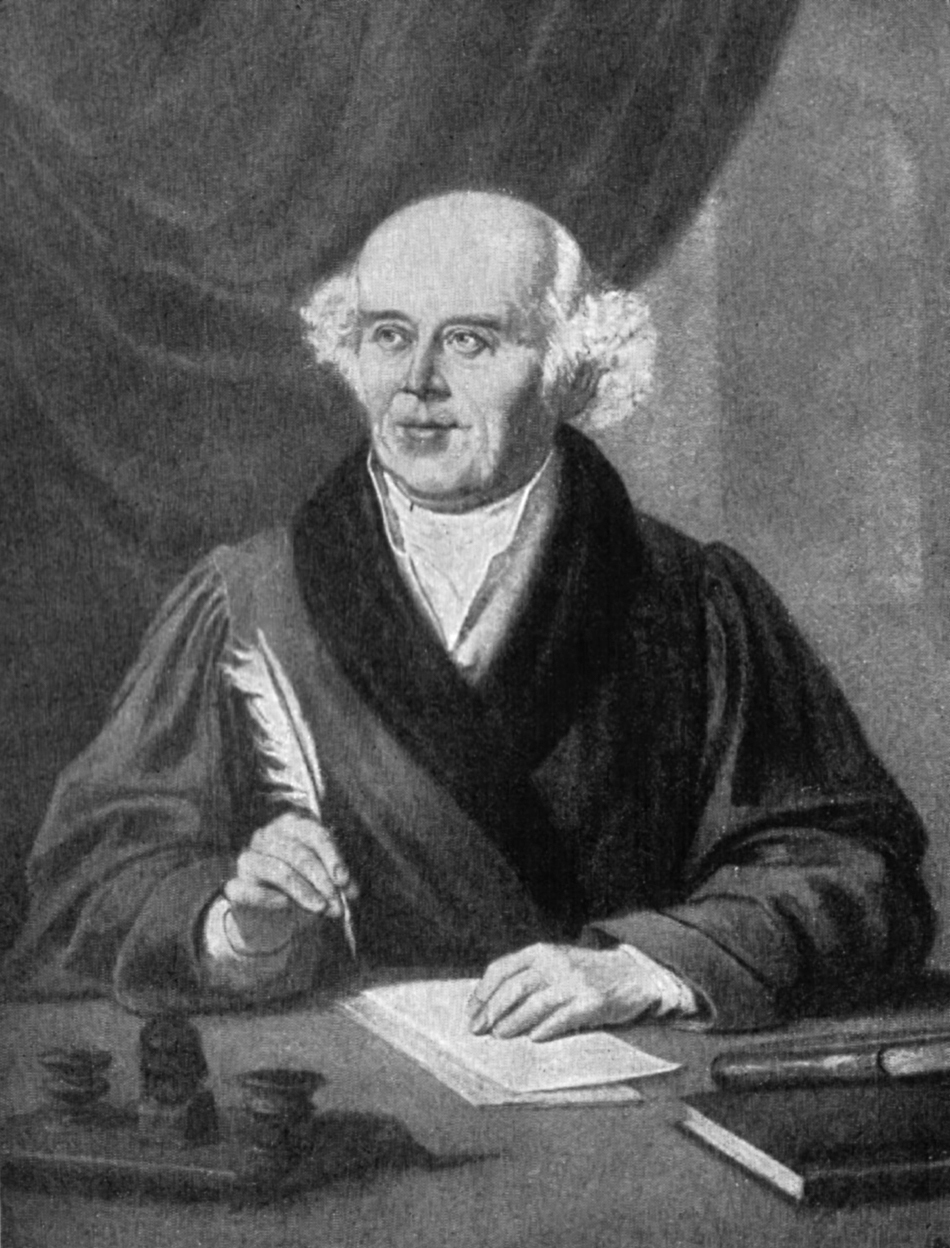
Samuel Hahnemann

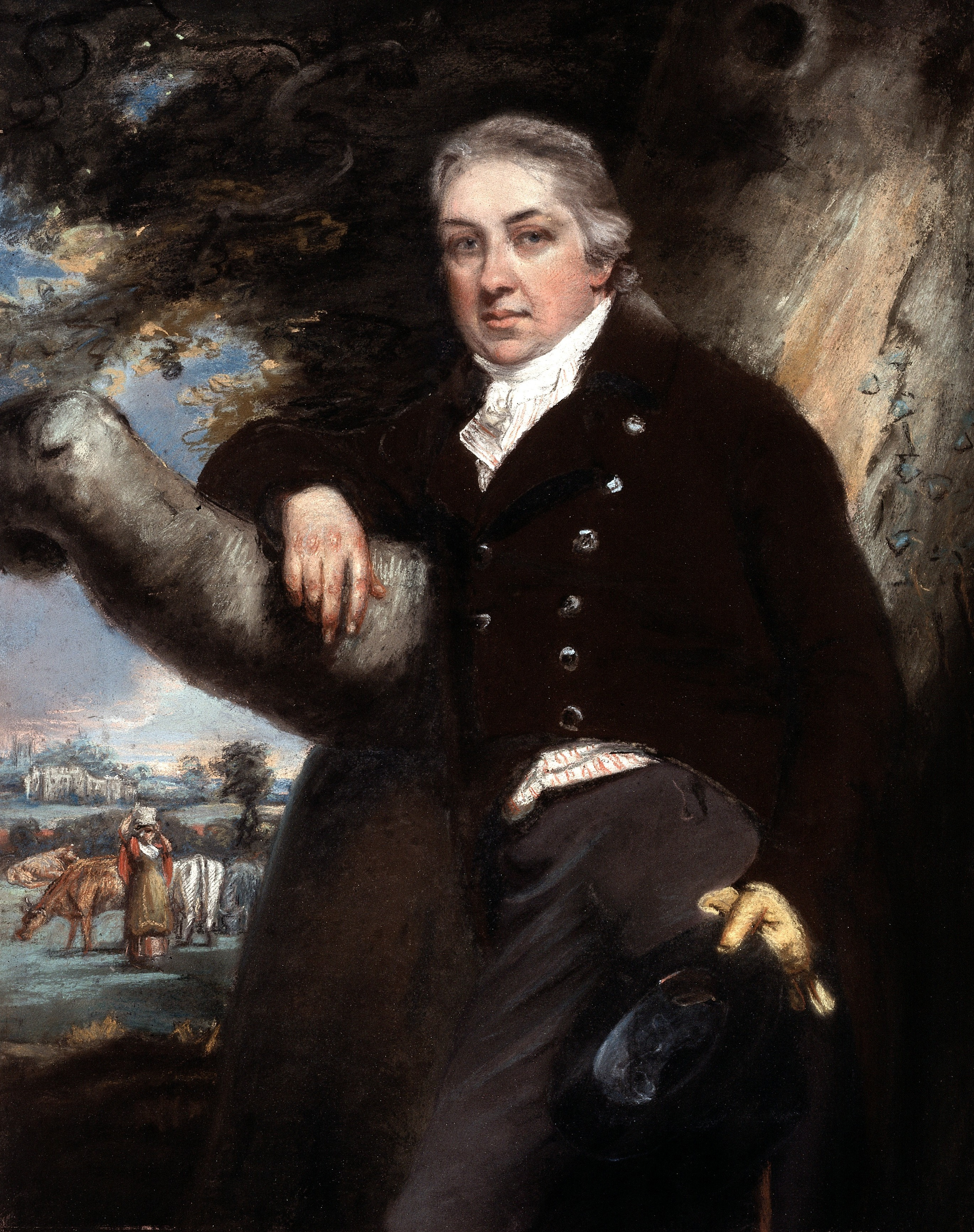
Edward Jenner, metge rural anglès descobridor de la vacuna contra la verola o antivariólica

L'activitat sanitària busca perllongar la vida, evitar el sofriment i ajudar a morir amb dignitat.,
1. La dignitat en el tracte amb el pacient i els seus familiars
2. La cortesia i empatia a l'entrevista clínica
3. La qualitat científica, tècnica i humana
4. El compromís de seguiment del dolor i del sofriment
5. El manteniment i la millora d'habilitats, coneixements i actituds dels professionals
6. L'ús adequat dels recursos.

Amb això s'aconsegueix una atenció clínica efectiva que facilita una política sanitària de prestació de serveis segons necessitats de pacients i poblacions.

### Valors específics del metge d'atenció primària

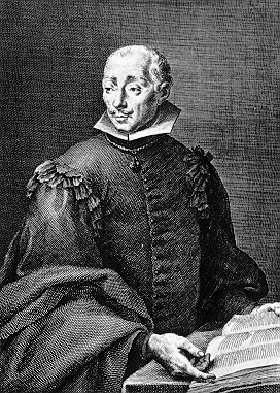
Francisco Vallés (Diví Vallés), metge personal de Felip II

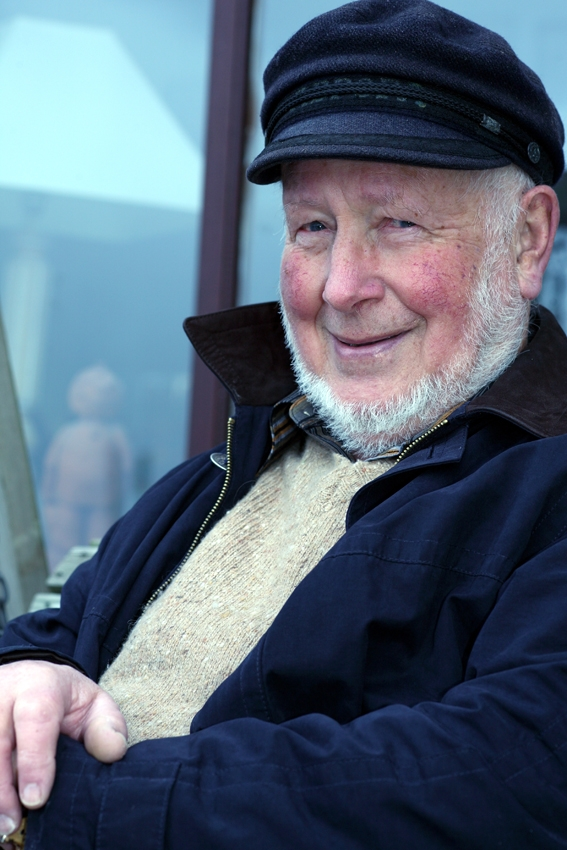
Julian Tudor Hart, metge rural anglès que va enunciar la Llei de cures inverses

1. El raonable control de la incertesa clínica[9]
2. El control prudent dels temps d'atenció[10]
3. L'establiment d'una relació personal prolongada en el temps amb el pacient, la seva família i la seva comunitat[11]
4. L'organització flexible necessària per garantir l'accessibilitat efectiva a les atencions necessàries
5. La polivalència en la prestació de cures[12]
6. El rebuig a la tirania del diagnòstic.,[13][14]

Amb això s'aconsegueix la prestació de cures tan a prop del pacient com sigui possible, i s'estableix una adequada escalada en la resposta als problemes de salut.

### Missió del metge de capçalera
- Ajudar el pacient a evitar malalties, guarir (si escau) i donar suport-, i a ajudar a morir amb dignitat.
- Contribuir a l'eficiència del sistema sanitari (aconseguir que la despesa se centri en allò que tingui més "rendibilitat social", amb l'equitat com a valor central).

## Funcions
És un professional mèdic que està a càrrec d'un nombre determinat de persones (població assignada), en un determinat centre de salut, les  funcions  són assistencial (o clínica), docent, investigadora i administrativa; 
i que orienta la seva activitat en tres aspectes: 
1. La promoció d'estils de vida saludable
2. La identificació oportuna de riscs i danys a la salut
3. La resolució oportuna i adequada dels problemes de salut més freqüents d'aquestes persones.

## Metges de capçalera eminents
- Arnau de Vilanova (1237-1312)
- Francisco Vallés (Diví Vallés) (1524-1592)
- Edward Jenner (1749 - 1823)
- Samuel Hahnemann (1755-1843)
- Julian Tudor Hart (1927 -)

## Dia Mundial del Metge de Família
L'any 2010 la WONCA va establir el 19 de maig com el "Dia Mundial del Metge de Família" (World Family Doctor Day), iniciativa per commemorar l'exercici professional de l'Atenció Primària de Salut.